# Кватро Страде (Милано)
Кватро Страде је насеље у Италији у округу Милано, региону Ломбардија.
Према процени из 2011. у насељу је живело 72 становника. Насеље се налази на надморској висини од 211 м.